# Valley and Ridge

Zonas de los Apalaches del United States Geological Survey, con la provincia de Valley & Ridge identificada en color plomo.

Valley and Ridge o Ridge and Valley, —"cresta y valle"—,  es una provincia fisiográfica de Estados Unidos, parte de las tierras altas de los Apalaches. Limita al este con la Cordillera Azul, al sur con el Piedmont y al noroeste con la meseta de los Apalaches. Se caracteriza por largas crestas de dirección norte-noreste separadas por valles fértiles y se extiende desde el estado de Nueva York hasta el borde de la llanura costera en Alabama.

## Geografía

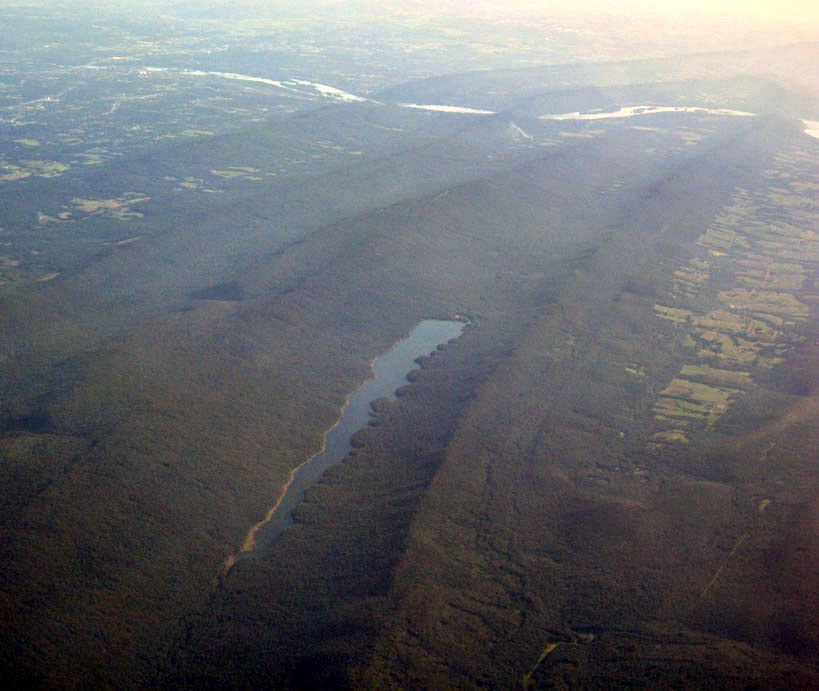
Vista aérea del embalse DeHart, Pensilvania, con el río Susquehanna en el fondo, atravesando diversas crestas paralelas entre sí

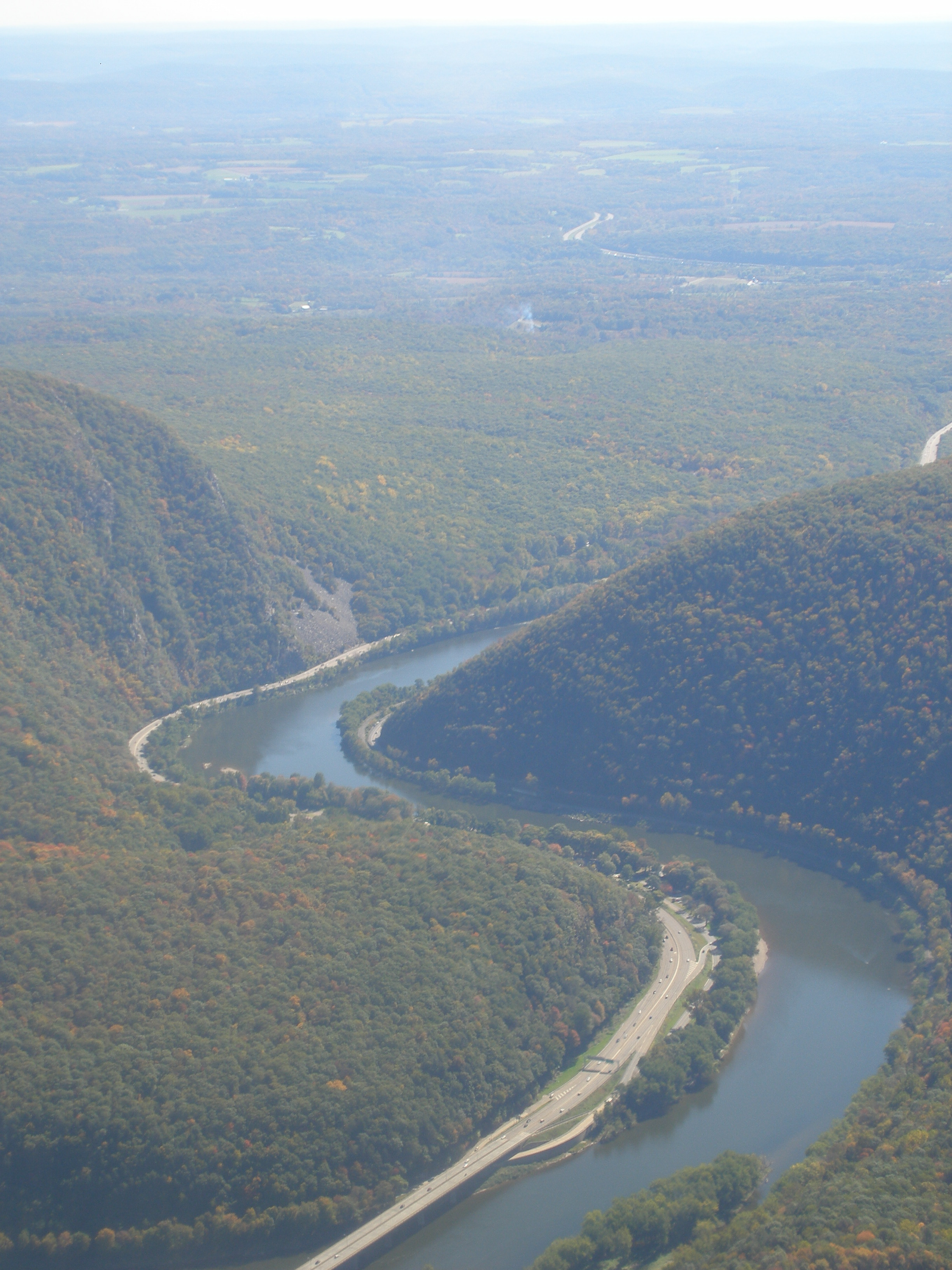
Paso del río Delaware en el límite entre Nueva Jersey y Pensilvania, flanqueado por crestas montañosas

Como su nombre lo indica, la provincia de Valley and Ridge consta de crestas y valles paralelos, que se extienden por unos 1930 km desde el valle de San Lorenzo en el norte del estado de Nueva York hasta la llanura costera del centro de Alabama. Su ancho varía de 23 a 130 km. Fisiográficamente, forma parte de la región de las tierras altas de los Apalaches, y contiene tres secciones: Tennessee, Middle y el Valle del Hudson.
El sur y el centro de la provincia se pueden dividir en dos secciones más pequeñas, el Gran Valle al este y una cordillera occidental más montañosa y un cinturón de valles. El Gran Valle es una cuenca continua que se extiende por el lado este de la provincia de Valley and Ridge, y es conocido con una veintena de nombres en diferentes estados, incluyendo el Valle del Líbano (Pensilvania), el Valle de Shenandoah (Virginia), el Valle de Hagerstown (Maryland) y el Gran Valle del Este de Tennessee. 
La mitad occidental de la provincia está compuesta por las montañas Cumberland al sur y las montañas Allegheny al norte; el límite entre ambas se encuentra en Virginia Occidental. Muchas cadenas montañosas en la provincia se elevan más de 4,000 pies. Algunas de las características más notorias de la provincia de Valley and Ridge ocurren cuando las crestas son atravesadas por cursos de agua, formándose pasos estrechos de agua. Los más notables incluyen los ríos Delaware y Susquehanna, que están flanqueados en algunos lugares por acantilados que alcanzan los 300 m de alto.

## Geología
La provincia está formada por una serie de sinclinales y anticlinales de dirección noreste-suroeste compuestos por rocas sedimentarias. Las capas sedimentarias más antiguas en Valley and Ridge son del Cámbrico (~520 Ma) y las más jóvenes son del Carbonífero (~300 Ma). Las calizas y las lutitas son más susceptibles a la erosión y constituyen gran parte de los valles, mientras que las areniscas y los conglomerados más resistentes forman las crestas. Estos estratos plegados son el resultado de la compresión asociada con el ensamblaje del supercontinente Pangea y los diversos eventos orogénicos que produjeron los Apalaches. En la extensión más al sur, los valles y crestas parecen sumergirse debajo de la provincia de la llanura costera. La erosión de este terreno plegado e inclinado ha producido un patrón de drenaje enrejado.
En su territorio se hallan numerosos y valiosos recursos, tanto económicos como geopatrimoniales. En Pensilvania existen vastos lechos carboníferos de antracita y se extraen a profundidades de hasta 600 m. Se cree que este carbón alguna vez fue continuo con el carbón bituminoso en las mesetas de los Apalaches, pero el plegamiento y la erosión posterior que define esta provincia separaron los lechos y la presión asociada alteró el carbón bituminoso a antracita. También se obtiene hierro y zinc en la provincia de Valley and Ridge, extraídos de los minerales hematita y esfalerita, respectivamente. La presencia de hierro, carbón y piedra caliza en Birmingham, Alabama, hace que la producción de acero sea una parte importante de su industria. Se han extraído miles de toneladas de mármol y pizarra en Pensilvania para su uso en materiales de construcción.

## Historia
Los valles de los ríos fueron áreas de asentamientos indígenas durante miles de años. En el período histórico, el pueblo cheroqui tenía asentamientos a lo largo de muchos de los ríos en el oeste de Carolina del Sur y Carolina del Norte, así como en el lado occidental de laos Apalaches en el actual Tennessee. De manera similar, los catawba ocuparon áreas a lo largo de la parte superior del río Catawba en el oeste de Carolina del Norte, al este del condado de Cherokee.
El sistema de crestas y valles presenta un obstáculo importante para los viajes terrestres de este a oeste, incluso con la tecnología actual. Era una barrera casi infranqueable para los inmigrantes europeo-estadounidenses que caminaban o montaban a caballo y viajaban hacia el oeste para establecerse en el Territorio del Ohio y, más tarde, en el Territorio del Noroeste y el País de Oregón. En la era en que la tracción animal dominaba el transporte, no había una forma segura de cruzar de este a oeste en el medio de la cordillera; el cruce solo era posible más cerca de sus extremos, excepto por algunos pasajes irregulares abiertos a mitad de camino durante la era colonial, como Cumberland Gap, Braddock's Road y Forbes Road. Posteriormente, se mejoraron como las primeras carreteras nacionales de Estados Unidos. Fue difícil a fines del siglo XIX y XX construir ferrocarriles y carreteras modernas a través de esta área.

## Montañas y cadenas montañosas

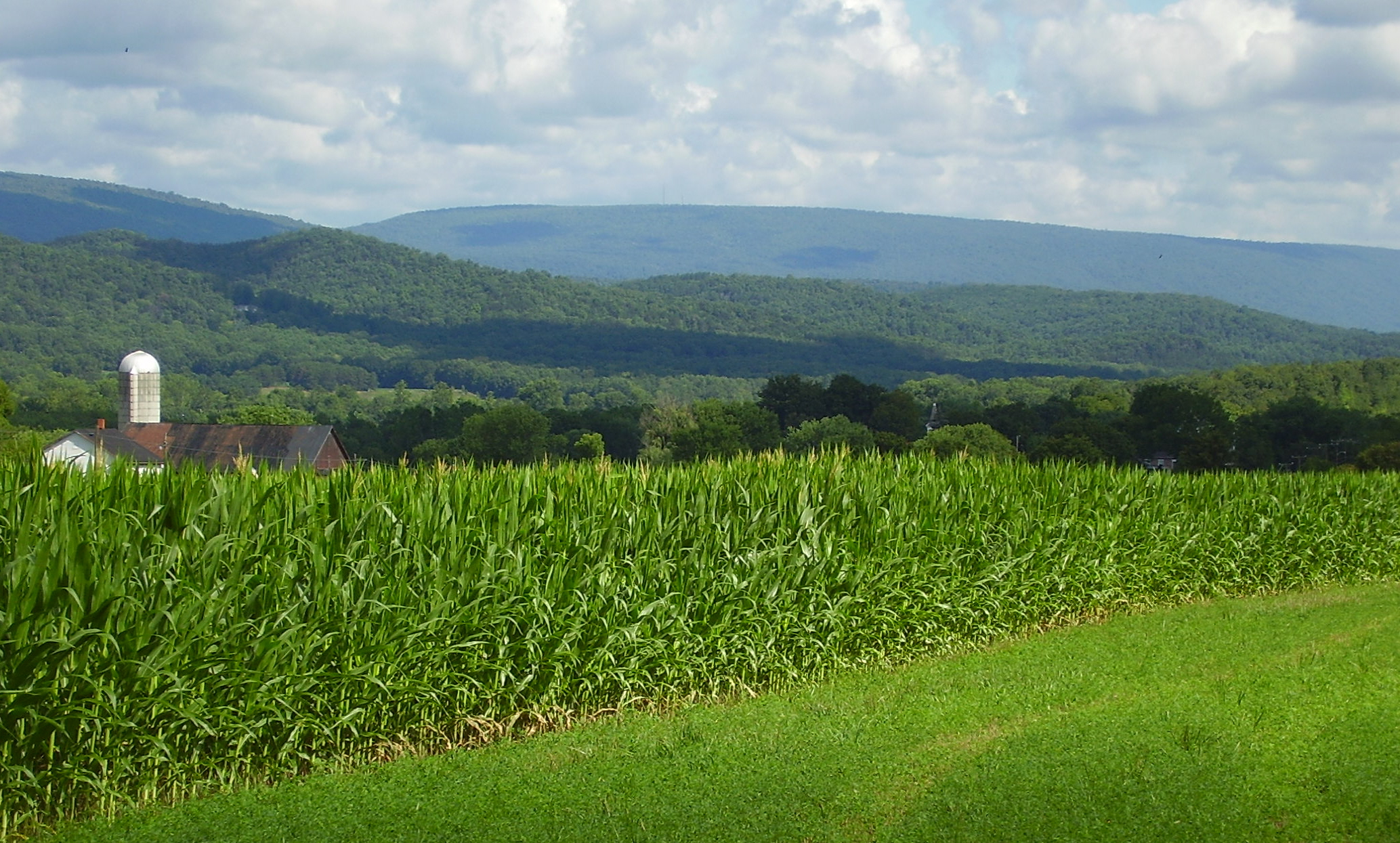
Montaña Jacks vista desde Shirleysburg, Pensilvania

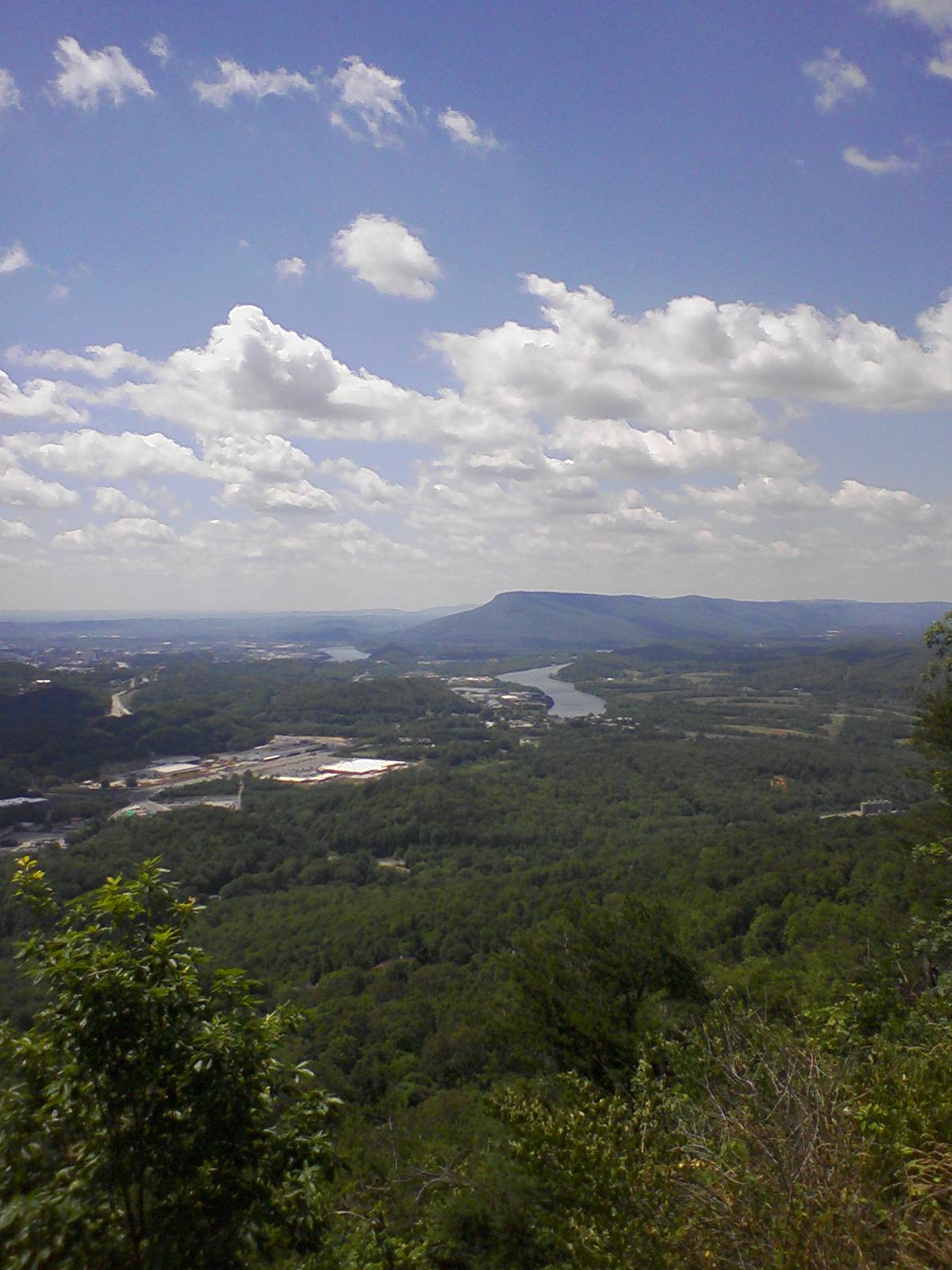
Vista de la montaña Lookout desde Signal Mountain, Tennessee.

| Nombre                  | Estado                                       |
| ----------------------- | -------------------------------------------- |
| Shawangunk Ridge        | Nueva York                                   |
| Monte Kittatinny        | Nueva Jersey                                 |
| Monte Bald Eagle        | Pensilvania                                  |
| Montaña Azul            | Pensilvania                                  |
| Montaña Sur             | Pensilvania                                  |
| Montaña Jacks           | Pensilvania                                  |
| Montañas Moosic         | Pensilvania                                  |
| Monte Nittany           | Pensilvania                                  |
| Montaña Tuscarora       | Pensilvania                                  |
| Montaña Tussey          | Pensilvania                                  |
| Monte Wills             | Pensilvania y Maryland                       |
| Sideling Hill           | Virginia Occidental, Maryland, y Pensilvania |
| Montes Cacapon          | Virginia Occidental                          |
| Montaña Knobly          | Virginia Occidental                          |
| Montaña Mill Creek      | Virginia Occidental                          |
| Montaña New Creek       | Virginia Occidental                          |
| Montaña North Fork      | Virginia Occidental                          |
| Montaña Patterson Creek | Virginia Occidental                          |
| Montaña Sleepy Creek    | Virginia Occidental                          |
| Montaña South Branch    | Virginia Occidental                          |
| Montaña Allegheny       | Virginia y Virginia Occidental               |
| Great North Mountain    | Virginia y Virginia Occidental               |
| North Mountain          | Virginia y Virginia Occidental               |
| Montaña Shenandoah      | Virginia y Virginia Occidental               |
| Montaña Massanutten     | Virginia                                     |
| Montaña Pine            | Kentucky, Virginia, y Tennessee              |
| Montaña Clinch          | Tennessee y Virginia                         |
| Montaña Powell          | Tennessee y Virginia                         |
| Montaña Bays            | Tennessee                                    |
| Montaña House           | Tennessee                                    |
| Sharp's Ridge           | Tennessee                                    |
| Taylor Ridge            | Georgia                                      |
| Montaña White Oak       | Tennessee y Georgia                          |
| Missionary Ridge        | Tennessee y Georgia                          |
| Stringer's Ridge        | Tennessee                                    |
| Montaña Lookout         | Tennessee, Georgia, y Alabama                |
| Red Mountain            | Alabama                                      |